# Grandchamp, Yonne
Grandchamp là một xã của Pháp, nằm ở tỉnh Yvelines trong vùng Île-de-France của Pháp.
Người dân ở đây trong tiếng Pháp gọi là Magnicampois.
Kinh tế chủ yếu là nông lâm nghiệp.
Xã này cách 45 km về phía tây của Versailles và khoảng 36 km về phía nam của Mantes-la-Jolie.
Các xã giáp ranh là: Condé-sur-Vesgre về phía đông bắc, Adainville về phía đông, La Hauteville về phía nam, Le Tartre-Gaudran về phía nam-đông-nam, Les Pinthières về phía đông nam và Boutigny-Prouais về phía tây-tây-bắc.